# Саката Тоічі
Сака́та То́ічі (яп. 坂田東一, さかたとういち, МФА: [sakata toː.it͡ɕi]; нар. 24 листопада 1948, Осака, Японія) — японський дипломат, науковець. Випускник Токійського університету. Має ступінь магістра машинобудування. Посол Японії в Україні (2011—2014).

## Біографія
Народився 24 листопада 1948 року в префектурі Осака. У 1972 році закінчив інженерний факультет Токійського університету і магістратуру цього університету. У 1979 аспірантуру ділового і державного управління Корнельського університету, магістр відділення управління і менеджменту.
У 1974—1985 — Японське Агентство науки і технології.
У 1985—1990 — перший секретар посольства Японії в США.
У 1990—1993 — директор відділення атомного палива Японського бюро атомної енергетики Японського Агентства науки і технології.
У 1993—1995 — директор відділення космічних стратегій бюро досліджень і розробок Японського Агентства науки і технології.
У 1995—1996 — радник Інституту фізичних і хімічних досліджень (RIKEN).
У 1996—1998 — директор Департаменту стратегії бюро науки і техніки Японського Агентства науки і технології.
У 1998—1999 — директор Департаменту стратегії бюро атомної енергетики.
У 1999—2001 — директор відділення загальної координації у секретаріаті міністра Японського Агентства науки і технології.
У 2001—2003 — заступник директора бюро сприяння розвитку наукових досліджень Міністерства освіти, культури, спорту, науки і технологій Японії.
У 2003 — заступник генерального директора секретаріату Міністерства освіти, культури, спорту, науки і технологій Японії.
У 2003—2005 — Генеральний директор бюро досліджень і розробок Міністерства освіти, культури, спорту/науки і технологій Японії.
У 2005—2007 — виконавчий директор Інституту фізико-хімічних досліджень (RIKEN).
У 2007—2008 — Генеральний директор секретаріату Міністерства освіти, культури, спорту, науки і технологій Японії.
У 2008—2009 — заступник міністра Міністерства освіти, культури, спорту, науки і технологій Японії.
У 2009—2011 — перший заступник Міністерства освіти, культури, спорту, науки і технологій Японії.
У 2010 — старший радник Міністерства освіти, культури, спорту, науки і технологій Японії.
У 2010—2011 — радник президента Японського Агентства науки і технології.
З 1 вересня 2011 року до 29 серпня 2014 року — Надзвичайний і Повноважний Посол Японії в Україні. Перебував на посаді в Україні з 10 жовтня 2011 року до 15 жовтня 2014 року.